# 茲布魯奇
48°32′45″N 26°25′15″E / 48.54583°N 26.42083°E
茲布魯奇（烏克蘭語：Збруч），是烏克蘭的村落，位於該國西部赫梅利尼茨基州，由卡緬涅茨-波多利斯基區負責管轄，面積1.67平方公里，2001年人口376，人口密度每平方公里225.7人。